# GKS Katowice
GKS Katowice é uma equipe polonês de futebol com sede em Katowice. Atualmente, joga na 2ª divisão.
Seus jogos são mandados no Estádio GKS Katowice, que possui capacidade para 9.511 espectadores.

## História

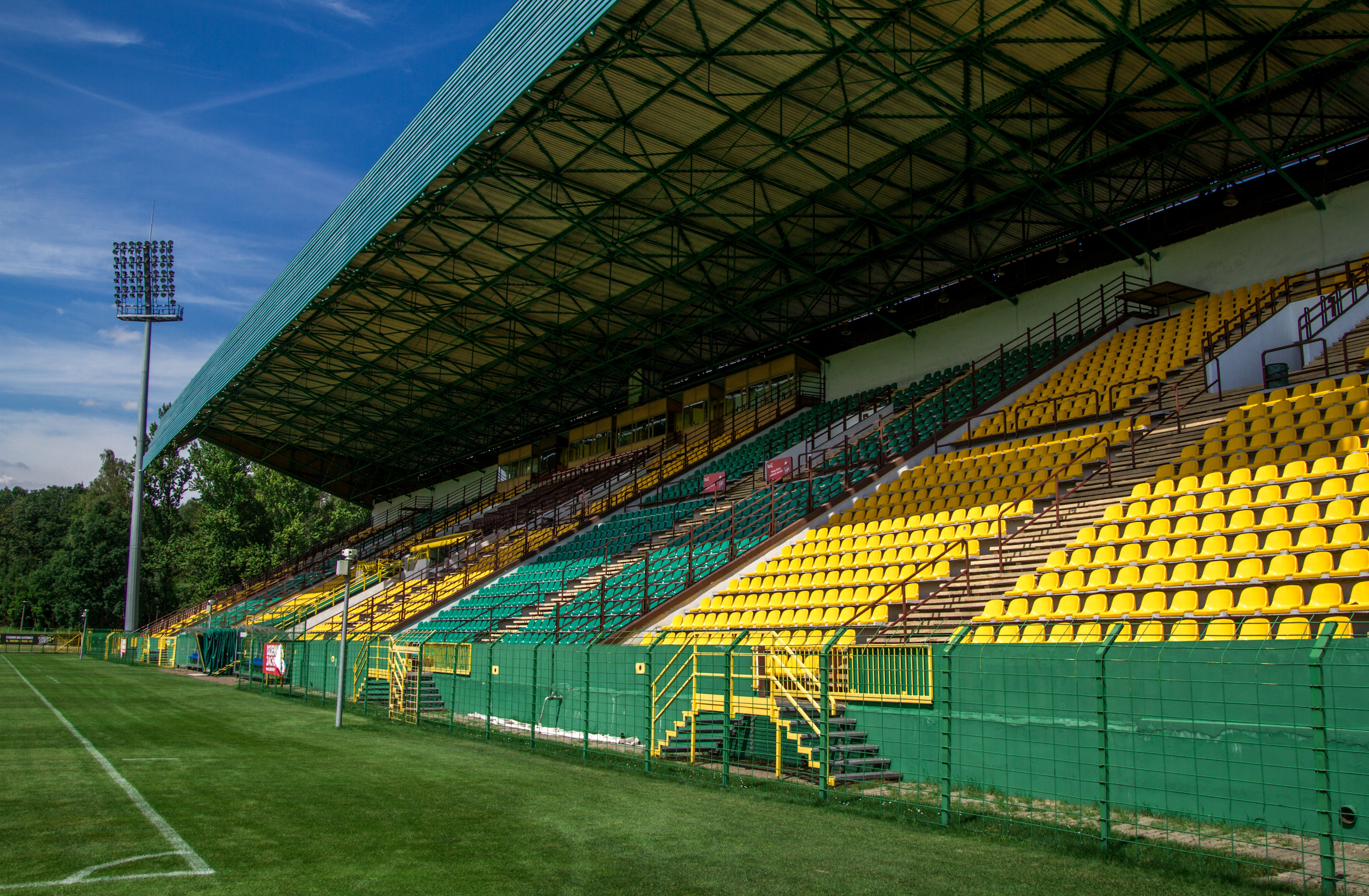
Estádio GKS Katowice

O GKS Katowice foi fundado em 27 de Fevereiro de 1964.

## Títulos
- Vice-campeão (Wicemistrz Polski)
  - (4): 1987/88, 1988/89, 1991/92, 1993/94.

- Copa da Polônia (Puchar Polski)
  - Títulos (3): 1985/86, 1990/91, 1992/93.

- Supercopa da Polônia (Superpuchar Polski)
  - Vices (2): 1991, 1995.